# مقاطعة كرين (تكساس)

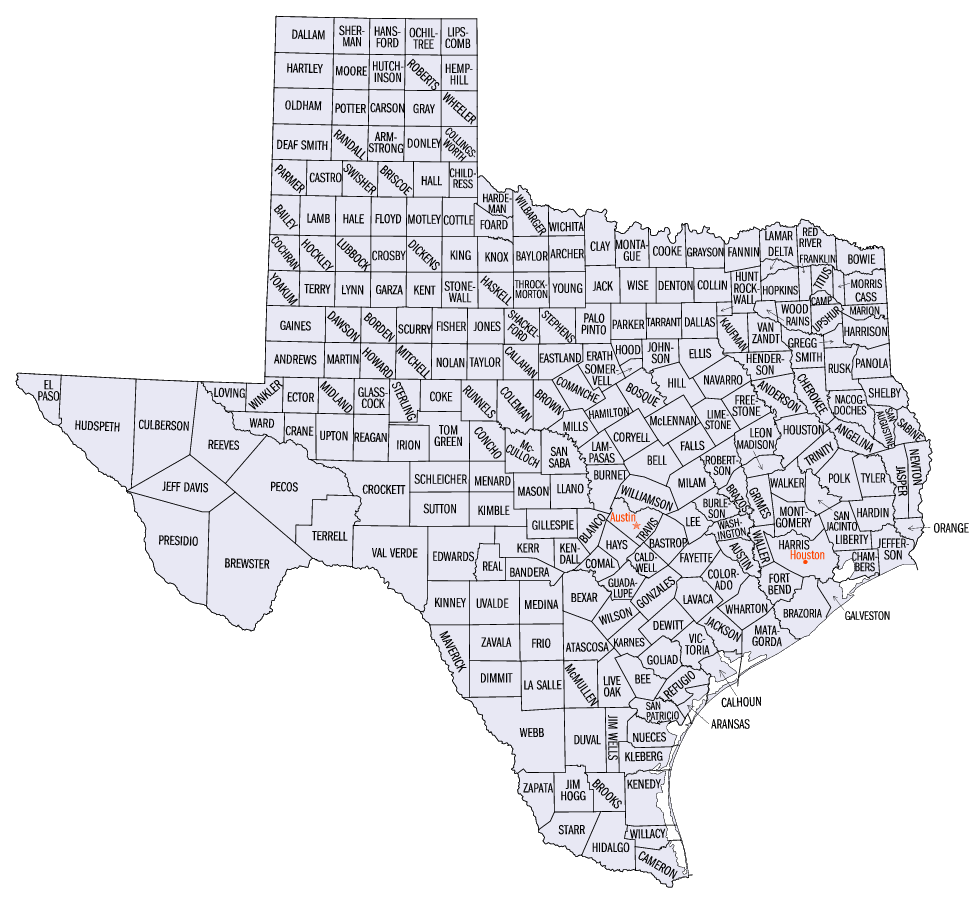
خارطة مقاطعات تكساس

مقاطعة كرين (بالإنجليزية: Crane  County)‏ هي إحدى المقاطعات في ولاية تكساس، الولايات المتحدة الأمريكية.